# Lenovo Moto X
Lenovo Moto X – linia smartfonów klasy premium marki Lenovo wyposażonych w system operacyjny Android. Rynkowa premiera pierwszej generacji Moto X miała miejsce w sierpniu 2013. Początkowo Lenovo Moto X miał być produkowany wyłącznie na rynek amerykański, ale w styczniu 2014 ogłoszono wprowadzenie tego modelu także na rynki europejskie.
Obecnie na rynku dostępna jest 3 generacja Moto X, w skład której wchodzą modele Moto X Play, Moto X Style i Moto X Force.

## 1 generacja (XT 1052)

### Specyfikacja
Pierwsza generacja Moto X charakteryzowała się poliwęglanową obudową z delikatnie zaokrągloną tylną częścią.
Użytkownicy mogli personalizować zamawiane telefony on-line przy pomocy usługi Moto Maker – do wyboru mieli czarny lub biały front, 26 kolorów tylnej części obudowy lub 4 rodzaje „pleców” z drewna, 10 opcji akcentów kolorystycznych, od 16 do 64 GB pamięci ROM oraz wiele innych opcji. Możliwość personalizacji dostępna była początkowo tylko na rynku USA, a następnie rozszerzono jej zasięg na kraje Ameryki Południowej i Europy Zachodniej. Usługa ta nie jest dostępna w Polsce.
Moto X pierwszej generacji był wyposażony w Androida 4.2 Jelly Bean z możliwością aktualizacji do wersji 5.1 Lollipop.

### Dane techniczne
- Producent: Motorola Mobility
- Premiera rynkowa: 23 sierpnia 2013
- Poprzednik: n/a
- System operacyjny: Android 4.2 Jelly Bean
- CPU: dwurdzeniowy procesor 1,7GHz Qualcomm Snapdragon S4 ProMobility; Motorola X8 Mobile Computing System (8 rdzeni)
- GPU: Adreno 320
- Pamięć RAM: 2 GB
- Pamięć ROM: 16 / 32 / 64 GB
- Bateria: 2200 mAh
- Ekran: 4,7 cala AMOLED, 720x1280 HD (316 ppi), Gorilla Glass 3
- Aparat tył: 10 Mpx, LED
- Aparat przód: 2 Mpx

## 2 Generacja (XT 1092)

### Specyfikacja
Druga generacja Lenovo Moto X pojawiła się na rynku 5 września 2014. W stosunku do swojego poprzednika, smartfon wyróżniał się poprawionym wykończeniem z charakterystyczną aluminiową ramką, opcjonalnymi drewnianymi lub skórzanymi „plecami”, wydajniejszym procesorem oraz wyświetlaczem 1080p. Smartfon wyposażono także w czujniki ruchu działające w podczerwieni. Podobnie jak w przypadku poprzedniej generacji, klienci na rynku amerykańskim mieli do dyspozycji liczne opcje personalizacji telefonu przy pomocy usługi Moto Maker, dostępnej na rynku amerykańskim.
Moto X drugiej generacji był wyposażony w Androida 4.4.4 Kitkat z możliwością aktualizacji do wersji 6.0 Marshmallow.

### Dane techniczne
- Producent: Motorola Mobility
- Premiera rynkowa: 5 września 2014
- Poprzednik: Moto X (1 gen)
- System operacyjny: Android 4.4.4 Kitkat
- CPU: czterordzeniowy procesor 2,5 GHz ARM Qualcomm Snapdragon 801
- GPU: Adreno 330
- Pamięć RAM: 2 GB
- Pamięć ROM: 16 / 32 / 64 GB
- Bateria: 2300 mAh
- Ekran: 5,2 cala AMOLED, 1080x1920 Full HD (423 ppi), Gorilla Glass 3
- Aparat tył: 13 Mpx, Dual LED
- Aparat przód: 2 Mpx HD

## 3 Generacja – Moto X Play, Moto X Style, Moto X Force (XT 1562, XT 1572, XT 1580)

### Moto X Play
Wprowadzony na rynek 28 lipca 2015 smartfon to model mid-range w aktualnej palecie Lenovo Moto X, wyróżniający się dużą pojemnością baterii – 3630 mAh. Podobnie jak pozostałe smartfony tej linii, umożliwia personalizację wyglądu przy pomocy Moto Maker (rynek USA). Posiada także nanopowłokę chroniącą przed zachlapaniem.
Moto X Play wyposażony jest w Androida 5.1.1 Lollipop z możliwością aktualizacji do wersji 6.0.1 Marshmallow. Producent zapowiada aktualizację do wersji 7.0 Nougat.

### Moto X Style
Smartfon Moto X Style charakteryzuje się wykonanym w technologii Gorilla Glass wyświetlaczem Quad HD o przekątnej 5,7 cala oraz tylnym aparatem 21 Mpx, zdolnym do nagrywania filmów w rozdzielczości 4k / 30 fps.
Moto X Style wyposażony jest w Androida 5.1.1 Lollipop z możliwością aktualizacji do wersji 6.0.1 Marshmallow. Producent zapowiada aktualizację do wersji 7.0 Nougat.

### Moto X Force
Model ten zadebiutował na rynku 27 października 2015 r. Pierwotnie oferowany był wyłącznie w Stanach Zjednoczonych jako Droid Turbo 2. Ten high-endowy model jest pierwszym na świecie telefonem z nietłukącym się ekranem wykonanym w technologii Moto ShatterShield. Elementy dotykowe ekranu zostały wzmocnione przy pomocy wewnętrznej, aluminiowej ramki. Dzięki niej telefon jest odporny na zginanie i uderzenia.
Moto X Force wyposażony jest w Androida 5.1.1 Lollipop z możliwością aktualizacji do wersji 6.0.1 Marshmallow. Producent zapowiada aktualizację do wersji 7.0 Nougat.

### Dane techniczne (porównanie)
|                   | Moto X Play                                                 | Moto X Style                                                    | Moto X Force                                               |
| System operacyjny | Android 5.1.1 Lollipop                                      | Android 5.1.1 Lollipop                                          | Android 5.1.1 Lollipop                                     |
| CPU               | 8 rdzeni, Snapdragon 615 1,7 GHz                            | 6 rdzeni, Snapdragon 808 1,8 GHz                                | 8 rdzeni, Snapdragon 810 2 GHz                             |
| GPU               | Adreno 405                                                  | Adreno 418                                                      | Adreno 430                                                 |
| Pamięć RAM        | 2 GB                                                        | 3 GB                                                            | 3 GB                                                       |
| Pamięć ROM        | 16 / 32 GB                                                  | 16 / 32 / 64 GB                                                 | 32 / 64GB                                                  |
| Bateria           | 3630 mAh                                                    | 3000 mAh, Turbopower                                            | 3760 mAh Turbopower                                        |
| Ekran             | 5,5 cala IPS LCD, 1080x1920 Full HD, 403 ppi, Gorilla Glass | 5,7 cala IPS TFT LCD, 1440x2560 Quad HD, 520 ppi, Gorilla Glass | 5,4 cala AMOLED, 1440x2560 Quad HD, 540 ppi, ShatterShield |
| Aparat tył        | 21 Mpx CCT, HDR                                             | 21 Mpx CCT, HDR                                                 | 21 Mpx, CCT, HDR                                           |
| Aparat przód      | 5 Mpx                                                       | 5 Mpx                                                           | 5 Mpx                                                      |